# XL Media
XL Media (ЭксЭл Медиа) — независимое издательство из Санкт-Петербурга. Начало свою деятельность в 2005 году, выпуская лицензионное аниме, а с 2010 года стало одними из первых издателей, формировавших официальный рынок манги в России. С 2014 года в пакет его лицензий вошли не только манга, но и комиксы, ранобэ, а также артбуки по играм. Компания декларирует своей основной задачей продвижение и популяризацию аниме на территории России, обеспечение максимальной доступности аниме для большинства русскоязычных почитателей японской культуры.

## История
Первый релиз компании — аниме-релиз «Тристия» был весьма высоко оценен потребителями за высокое качество видео и перевода. Но из-за проблем с перестановками в руководстве компании был надолго задержан выход русской версии сериала «Беспокойные сердца», который считается первым серьёзным релизом новой компании (два начальных релиза были выпущены XL Media в основном для проверки своих возможностей и анализа рынка). Однако 29 сентября 2006 года компания XL Media объявила о выпуске долгожданного релиза, а также об открытии новой партнёрской программы, рассчитанной в первую очередь на многочисленные российские аниме-клубы.
22 октября 2007 года компания XL Media объявила о её продаже компании Reanimedia, однако впоследствии сделка была отменена. Тем не менее ранее перешедшие в Reanimedia сотрудники остались на своих новых местах, а XL Media продолжила работу с обновлённым коллективом.
1 сентября 2010 года XL Media объявила о расширении сферы деятельности и планах по изданию манги.
C 2014 года компания начала выпускать западные комиксы и артбуки.
8 ноября 2019 года открыли свой интернет-магазин, объявив об этом в своей группе ВКонтакте.
24 декабря 2022 года в Санкт-Петербурге был открыт первый оффлайн-магазин.
21 августа 2023 года компания начала выпускать китайские новеллы, объявив об этом в своей группе ВКонтакте.
18 ноября 2023 года в Москве был открыт второй оффлайн-магазин.

## Лицензии

### Аниме
- «Тристия» (англ. «Tristia of the Deep Blue Sea», OVA), дистрибьютор.
- «Беспокойные сердца» (англ. «Rumbling Hearts», ТВ-сериал) — дистрибьютор.
- «Эксперименты Лэйн» (англ. «Serial Experiments Lain», ТВ-сериал) — дистрибьютор.
- Работы Макото Синкая:
  - «Она и её кот» («Kanojo to Kanojo no Neko»)
  - «Голос далёкой звезды» (англ. «Voices of a Distant Star», OVA) — дистрибьютор, дубляж, перевод.
  - «За облаками» (англ. «(The) Place Promised in Our Early Days», фильм) — дистрибьютор, дубляж, перевод.
- «Портрет малышки Козетты» («Le Portrait de Petit Cossette», OVA) — дистрибьютор, дубляж, перевод.
- «Волчий дождь» (англ. «Wolf’s Rain», ТВ-сериал и OVA) — дистрибьютор, дубляж, перевод.
- «Ну и ну! Земляничные яйца» (англ. «I, My, Me - Strawberry Eggs», ТВ-сериал) — дистрибьютор, дубляж, перевод.
- «Абэнобаси: волшебный торговый квартал» (англ. «Magical Shopping Arcade Abenobashi», ТВ-сериал) — дистрибьютор, дубляж, перевод.

### Манга
- «Восхождение Героя Щита» (Анэко Юсаги)
- «Chibisan Date. Моменты жизни» (автор Хидэкадзу Химаруя)
- «Багровый снег» (Хори Томоки)
- «Дольче» (Кё Китадзава)
- «Любимый Дьявол» (Хиро Мадарамэ)
- «Любовь на затерянном острове» (DUO BRAND.)
- «Милый Дьявол» (Хиро Мадарамэ)
- «Мягкий звук виолончели» (Тогура Тору)
- «Скарлет» (Хиро Мадарамэ)
- «Улыбка дьявола» (Хиро Мадарамэ)
- «Я слышу звон колокольчика» (Кумико Сасаки)
- «У меня мало друзей» (Ёми Хирасака и Итати)
- «Мой буйный парень» (Дзюнко)
- «Переживая юность» (Кацураги)
- «Всемирное притяжение» (Кохината Аой)
- «Люблю тебя настоящего» (Вака Катасэ)
- «Нахальный принц и кошка-несмеяна» (Со Сагара)
- «Город кислоты» (Кюго)
- «Метаморфозы» (Кэн Ниимура)
- «Без игры жизни нет» (Ю Камия и Масиро Хиираги)
- «Врата;Штейна» (Сарати Ёми) и «Врата;Штейна 0» (Така Химэно) по сценарию Тиёмару Сикуры, 5pb. и MAGES
- «Бездомный бог» (Адатитока)
- «Чудовище за соседней партой» (Робико)
- «Нелюдь» (Гамон Сакураи, Цуйна Миура)
- Blame! (Цутому Нихэй)
- «Рыцари „Сидонии“» (Цутому Нихэй)
- «Я — Сакамото, а что?» (Нами Сано)
- Pretty Guardian Sailor Moon (Наоко Такэути)
- «Очень приятно, Бог» (Джульетта Судзуки)
- Fairy Tail (Хиро Масима)
- «Акира» (Кацухиро Отомо)
- «Истории Монстров» (Нисио Исин, Oh! great)
- «Семь смертных грехов» (Накаба Судзуки)
- «Ну не может моя сестрёнка быть такой милой» (Сакура Икэда)
- GUNNM (Юкито Кисиро)
- «Загадка дьявола» (Юн Кога, Сунао Минаката)
- «Ты сияешь лунной ночью» (Даити Мацусэ, Тэцуя Сано)
- «Страна чудес смертников» (Дзинсэй Катаока, Кадзума Кондо)
- «Берсерк» (Кэнтаро Миура)
- «Проза бродячих псов» (Кафка Асагири)
- «Король шаманов» (Такэи Хироюки)
- «Монстр» (Наоки Урасава)
- «Тетрадь дружбы Нацумэ» (Юки Мидорикава)
- «Токийские мстители» (Кэн Вакуи)
- «Не дразни меня, Нагаторо-сан!» (Нанаси)
- «Монолог фармацевта» (Нацу Хюга[яп.], Ицуки Нанао)
- «Эта кукла влюбилась»  (Синъити Фукуда)

### Ранобэ
- «Без игры жизни нет» (Ю Камия)
- «Девочка, которая любила макарони и прожила тысячу лет» (Каратэ)
- «Fate/Zero» (Гэн Уробути, Такаси Такэути)
- «Ты сияешь лунной ночью» (Тэцуя Сано)
- «Да благословят боги этот прекрасный мир!» (Нацумэ Акацуки, Куронэ Мисима)
- «Истории о ранах» (Нисио Исин)
- «Монолог фармацевта» (Нацу Хюга[яп.])

### Комиксы
- Изгой (Пол Азасета, Роберт Киркман)
- Сага (Фиона Стэплз, Брайан К. Вон)
- Хеллбой (Джон Бирн, Майк Миньола)
- БРПД (Джошуа Дайсарт, Майк Миньола, Пол Азасета)
- Жуй (Роб Гиллори, Джон Лэйман)
- ФрикАнгелы (Пол Даффилд, Уоррен Эллис)
- Смертельно прекрасна (Эмма Риос, Келли Сью Деконник)
- Я убиваю великанов (Х. М. Кэн Ниимура, Джо Келли)
- Фелл (Бен Темплсмит, Уоррен Эллис)
- Мистерии убийства (Крэйг Расселл, Нил Гейман)
- Создания ночи (Джон Болтон, Майкл Зулли, Нил Гейман)
- Спаун (Дэйв Сим, Фрэнк Миллер, Тодд МакФарлейн, Нил Гейман, Алан Мур)
- 30 дней ночи (Стив Найлз, Бен Темплсмит)
- Судья Дредд (Смит Колби)
- Судья Дредд: Андерсон, пси-подразделение (Мэтт Смит, Карл Критчлоу)
- Дно (Грег Токкини, Рик Ремендер)
- Райская кукла (Барбара Канепа, Алессандро Барбуччи)
- Из Ада (Эдди Кэмпбелл, Алан Мур)
- Dragon Age (Александр Фрид, Чед Хардин, Дэвид Гейдер)
- Ведьмы (Джок, Скотт Снайдер)
- Воскресение Рейчел (Терри Мур)
- Округ Хэрроу (Тайлер Крук, Каллен Банн)
- Частный Детектив (Брайан К. Вон, Маркос Мартин, Мунца Висенте)
- God of War (Крис Роберсон, Тони Паркер, Э. М. Джист)

### Артбуки
- Мир игры Atomic Heart
- Мир игры Cyberpunk 2077
- Мир игры The Last of Us
- Мир трилогии Uncharted
- Мир игры Uncharted 4: Путь вора
- Мир игры DOOM
- Мир игры Metal Geat Solid V
- The Legend of Zelda. Сокровища в рисунках
- Мир игры God of War
- Вселенная World of Warcraft
- Вселенная Blizzard Entertainment
- Мир игры Mafia III
- Мир игры Prey
- Вселенная Mass Effect
- Мир игры Mass Effect: Andromeda
- Энциклопедия Dragon Age: Мир Тедаса Том 2
- Bloodborne. Официальные Иллюстрации
- Dark Souls: Иллюстрации
- Хеллбой и его вселенная
- NieR: Automata World Guide Volume 1